# 안나샤
안나샤는 대한민국의 가수다. 2013년 싱글 《My Angel》로 데뷔했다.

## 방송
- 가스펠스타C 5 (2015) - Top10